# Passiflora jussieui
Passiflora jussieui är en passionsblomsväxtart som beskrevs av Feuillet. Passiflora jussieui ingår i släktet passionsblommor, och familjen passionsblomsväxter. Inga underarter finns listade i Catalogue of Life.